# Vosegus

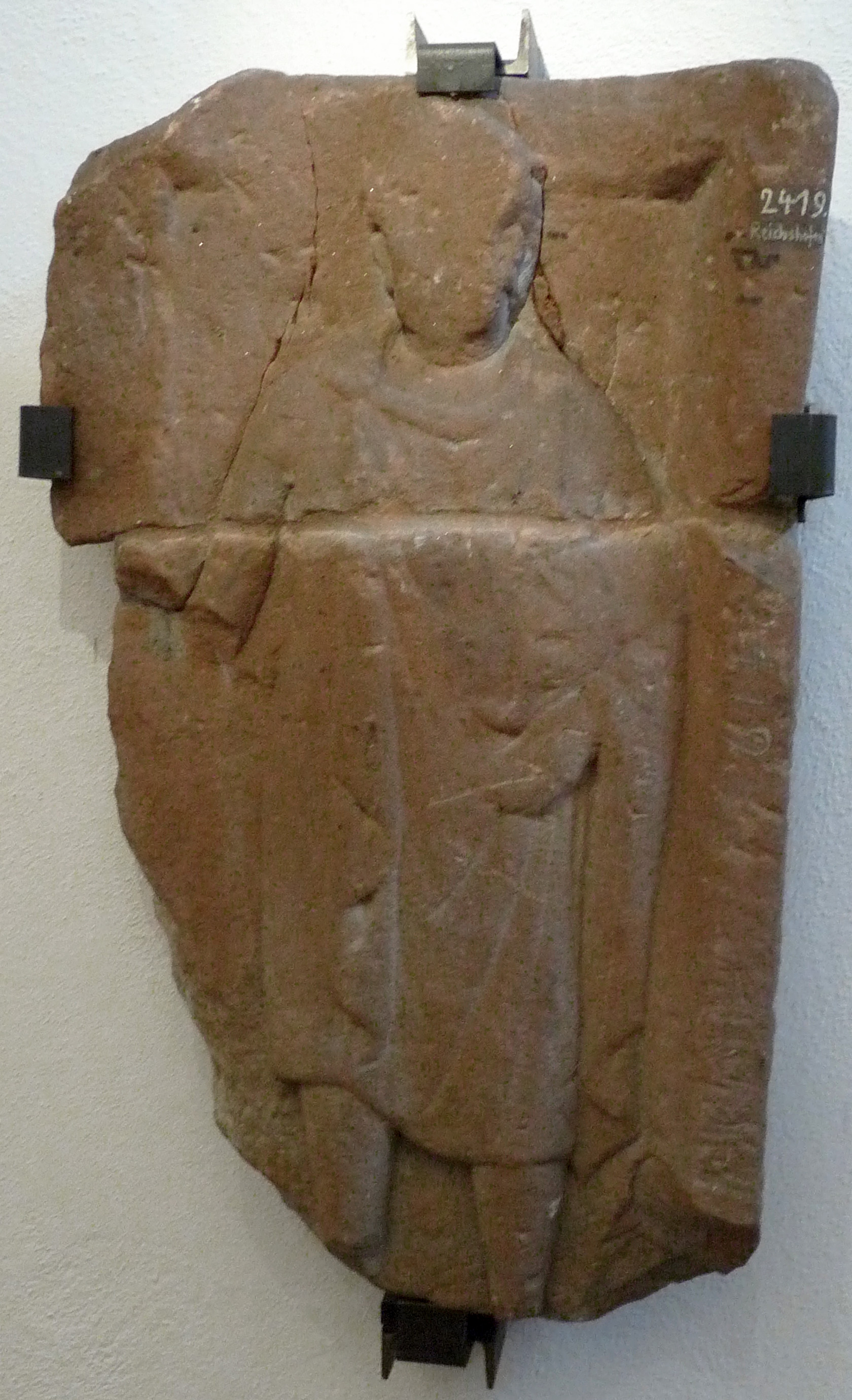
Das Vosegus zugeordnete Relief aus Reichshoffen im Musée archéologique de Strasbourg

Vosegus, auch Vosagus, Vosacius (?), war ein keltischer Gott, der als Namensursprung der Vogesen (französisch Vosges) und des Wasgaus gilt, somit als Berggottheit. Ein inschriftenloses Relief, gefunden in Reichshoffen bei Straßburg, das möglicherweise Vosegus darstellen soll, zeigt ihn in einem schweren Mantel (Sagum) mit umgehängtem Bogen, leerem Köcher und einem jungen Wildschwein auf dem linken Arm. Auf einem zweiten, ikonographisch fast identischen, aber besser erhaltenen, Relief, das im Nachbarort Langensoultzbach gefunden wurde, ist zudem ein zu Füßen der Figur liegender Hund zu sehen. Dies könnte auf eine Jagd- oder Schutzgottheit des Waldes hindeuten.

## Geschichte und Etymologie
Vosegus wurde – wie viele keltische Gottheiten – nur lokal verehrt; das Zentrum lag um den Berg Donon, auf dessen Gipfel ein Vosegustempel stand. Funktional entsprach die Gottheit etwa dem römischen Mercurius oder dem griechischen Hermes. Als die Römer Gallien besetzten, übernahmen sie die Gottheit und gaben dem Verbreitungsgebiet die Namen Vosegus Mons („Berg [des] Vosegus“) bzw. Vosegus Silva („Wald [des] Vosegus“). So ist etwa auf der Tabula Peutingeriana links der Strecke von Straßburg (Argentorate) nach Mainz (Mogontiacum) ein Waldgebiet namens Silva Vosagus eingezeichnet. Aus diesen Namen entstanden später das französische Wort Vosges als Bezeichnung für die Vogesen sowie das mittelhochdeutsche Wort Wasigen bzw. Wasgen(wald). Daraus entwickelte sich wiederum der Begriff Wasgau, in Anlehnung an die entsprechende mittelalterliche Verwaltungseinheit Gau.
Unsichere Namensdeutungen des Wortstammes *seg-os- bzw. *seq-(y)o, dt. säen erklären die teilweise Gleichsetzung des Gottes Vosegus mit Mercurius, der ursprünglich als Gott des Getreidehandels und der -ernte begann. Eine andere, ebenfalls unsichere Deutung leitet den Namen von *vo-sego ab, die große Kraft.
Vom französischen Benediktiner-Abt und Gelehrten Augustin Calmet wurde er im 18. Jahrhundert mit Bugius gleichgesetzt, ohne dass dieser dafür allerdings Belege bringen konnte.

## Inschriften

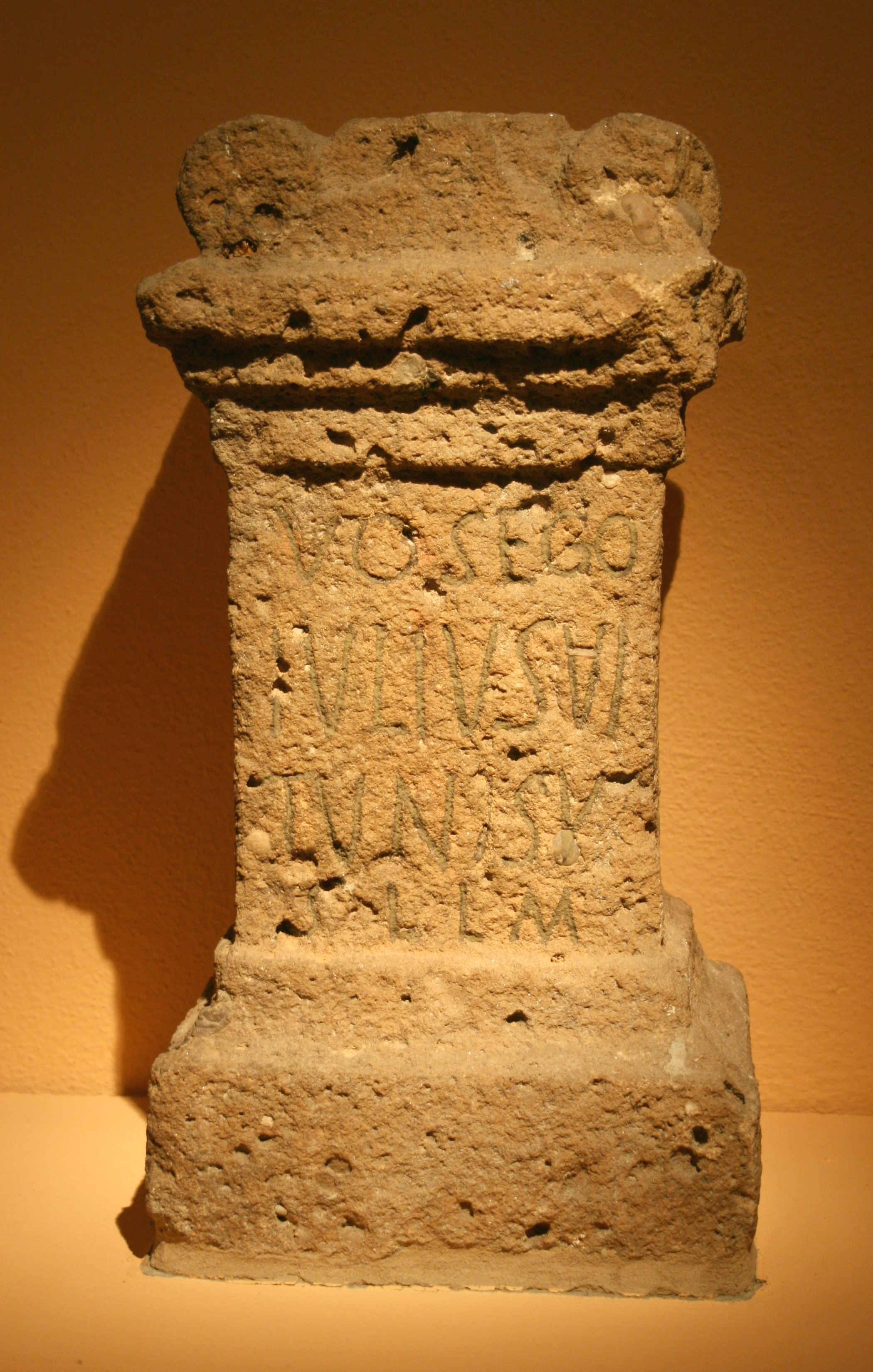
Votivaltar mit Weihinschrift für Vosegus, gefunden in der Waldexklave von Neustadt-Lachen-Speyerdorf, im Historischen Museum der Pfalz, Speyer

Es existieren insgesamt sechs Inschriften mit dem Namen Vosegus, von denen drei in Frankreich und drei in Deutschland gefunden wurden – fünf davon aus der römischen Provinz Germania superior. In den drei deutschen (Bad Bergzabern, Busenberg und Neustadt-Lachen-Speyerdorf) sowie zweien der französischen Funde (Gœrsdorf und Zinswiller) wurde Vosegus bzw. Vosego Sil (Vosegus Silvanus) als Einzelgottheit erwähnt. Die Inschrift aus Zinswiller ist von besonderer Bedeutung, da sie sich über dem Kopfteil eines Reliefs einer abgemeißelten Figur, an deren Rändern noch ein umgehängter Bogen sowie ein leerer Köcher erkennbar sind, befindet. Dies ermöglichte die namentliche Zuordnung von Vosegus zu den beiden Reliefs der Waldgottheiten mit umgehängtem Bogen und leerem Köcher aus Reichshoffen und Langensoultzbach. Die fünfte Inschrift stammt vom Donon (römische Provinz Gallia Belgica, heute im Elsass) – hier wird Vosegus zusammen mit Hekate genannt.